# Gare de Bengy
La gare de Bengy est une gare ferroviaire française de la ligne de Vierzon à Saincaize, située sur le territoire de la commune de Bengy-sur-Craon, dans le département du Cher, en région Centre-Val de Loire.
C'est une halte voyageurs de la Société nationale des chemins de fer français (SNCF) desservie par les trains du réseau TER Centre-Val de Loire.

## Situation ferroviaire
Établie à 187 mètres d'altitude, la gare de Bengy est située au point kilométrique (PK) 263,074 de la ligne de Vierzon à Saincaize entre les gares d'Avord et Nérondes.

## Histoire
La gare de Bengy est ouverte le 15 novembre 1847 par la Compagnie du chemin de fer Grand-Central de France. Le développement économique de la commune engendre une saturation de la gare, elle grandit en importance et possède une longue voie de garage et une halle à marchandises.
En 1988, mise en service du Block automatique lumineux en remplacement du Block Lartigues.
Au début des années 2000 la gare est desservie par les automoteurs X 72500, X 73500, AGC B 81500, EAD X 4630, et plus rarement en rames tractées par des CC 72000 ou BB 67400. En 2015, la gare est desservie par des automoteurs électriques ou bimode, de type AGC ( Z 27500 ou B 81500) ou ATER (X72500).

## Fréquentation
De 2015 à 2023, selon les estimations de la SNCF, la fréquentation annuelle de la gare s'élève aux nombres indiqués dans le tableau ci-dessous.
| Année     | 2015  | 2016   | 2017   | 2018   | 2019   | 2020   | 2021   | 2022   | 2023   |
| --------- | ----- | ------ | ------ | ------ | ------ | ------ | ------ | ------ | ------ |
| Voyageurs | 7 331 | 11 735 | 13 874 | 12 622 | 16 781 | 17 995 | 16 544 | 25 974 | 29 517 |

## Service des voyageurs

### Accueil
Halte SNCF, c'est un point d'arrêt non géré (PANG) à accès libre

### Desserte
Bengy est desservie par des trains TER Centre-Val de Loire de la relation Nevers - Bourges.

### Intermodalité
Un parc pour les vélos et un parking pour les véhicules y sont aménagés.